# Pianale Mitsubishi/Chrysler GS/JS
Il pianale GS è una piattaforma sviluppata dalla casa automobilistica giapponese Mitsubishi per vetture di classe media e medio-alta; lo sviluppo è avvenuto in collaborazione con il gruppo automobilistico statunitense Chrysler quando questo era fuso in DaimlerChrysler e aveva avviato un'alleanza con Mitsubishi Motors acquisendone una parte azionaria. L'alleanza durò solo 69 mesi, al momento dello scioglimento, nel 2004, lo sviluppo del pianale proseguì indipendentemente da Mitsubishi e da Chrysler. La casa nipponica lo fece debuttare l'anno successivo, nel 2005, con il Mitsubishi Outlander, la casa statunitense invece si prese più tempo per sviluppare e migliorare ulteriormente il pianale al fine di renderlo più idoneo alle proprie vetture: tale pianale venne denominato JS e debuttò nel 2007 con la terza generazione della Chrysler Sebring.

## Mitsubishi GS

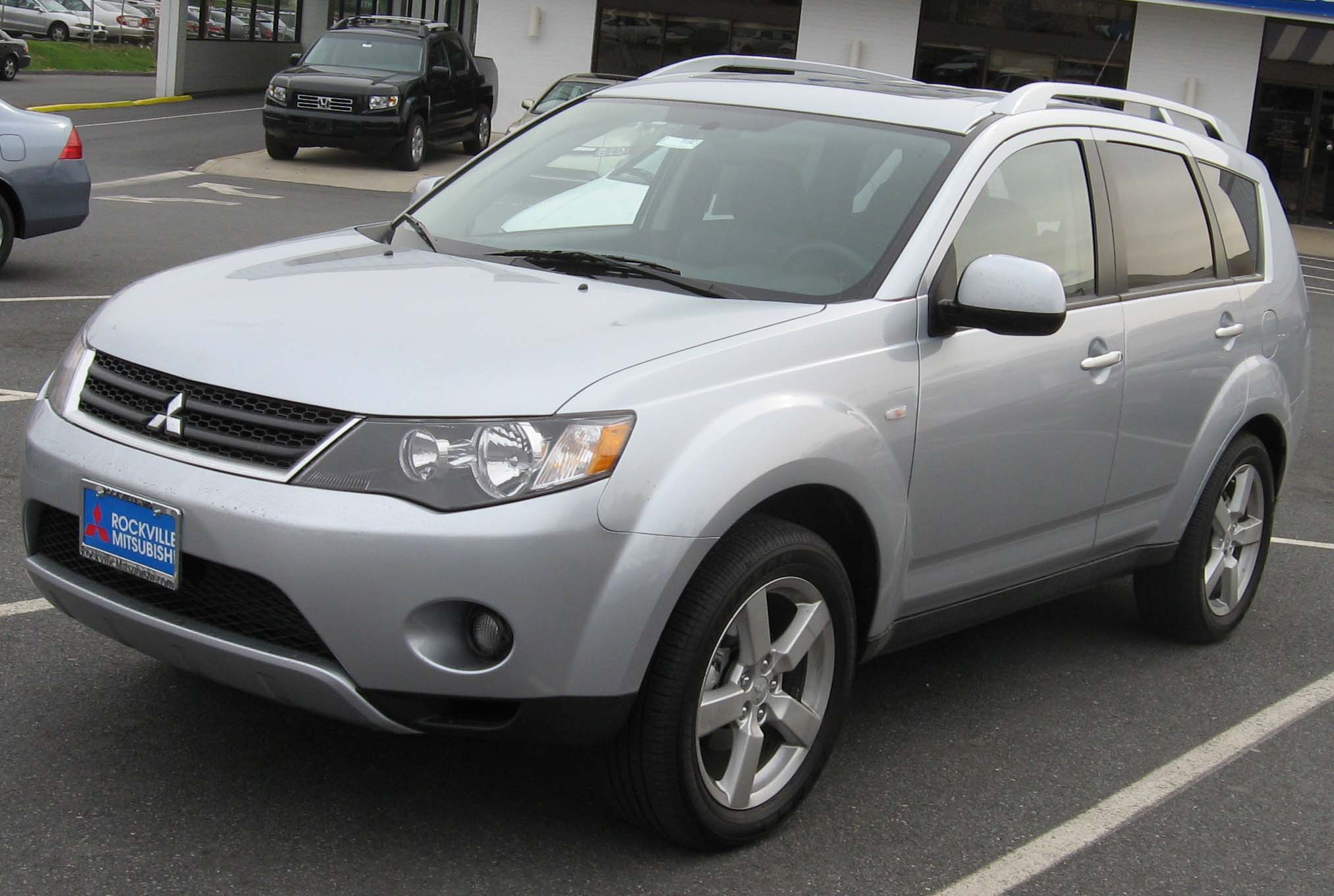
Un Mitsubishi Outlander del 2005, modello di debutto del pianale GS

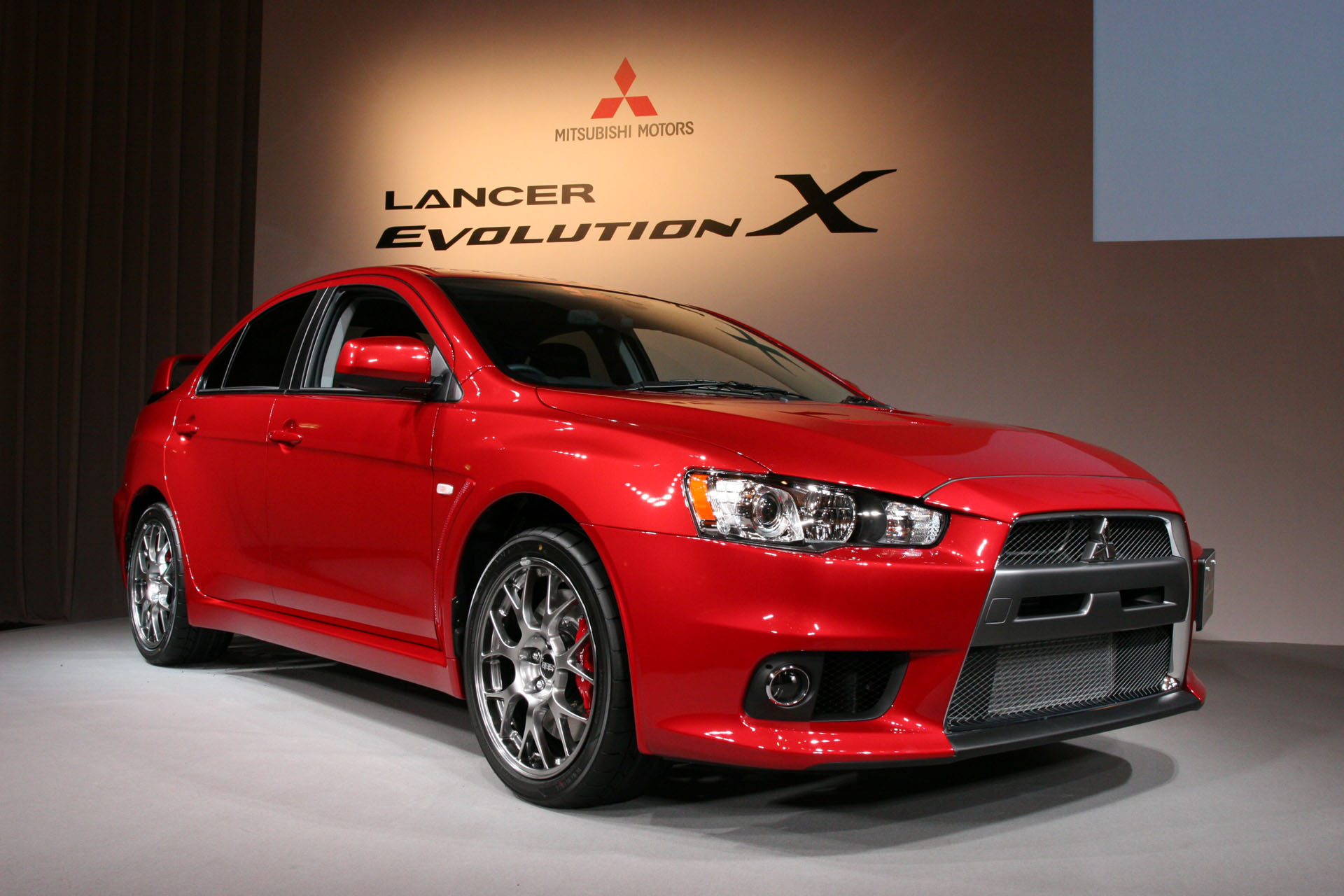
Una Mitsubishi Lancer Evo X del 2007, il modello più significativo sviluppato sul pianale GS

Conosciuto anche come "Project Global Mitsubishi", nome che ricevette quando ancora era grande il fermento dato dall'alleanza con il gruppo tedesco/statunitense, dallo scioglimento della stessa il pianale riceve ben poche modifiche e debutta appena un anno dopo in versione definitiva. Il pianale Mitsubishi GS debutta quindi come piattaforma per un SUV compatto nonostante sin dal momento della sua concezione il pianale GS sarebbe stato la nuova piattaforma della decima generazione della Lancer Evo. La vettura debutta infatti con una versione rivisitata ed accorciata del pianale stesso, due anni dopo: nel 2007. Tutte le vetture Mitsubishi basate su questo pianale vengono prodotte in Giappone.

### Veicoli basati sul Mitsubishi GS
- 2005 – presente Mitsubishi Outlander
- 2007 – 2012 Citroën C-Crosser/Peugeot 4007
- 2007 – 2017 Mitsubishi Lancer
- 2007 – 2017 Mitsubishi Lancer Evo X
- 2007 – presente Mitsubishi Delica
- 2010 – presente Mitsubishi ASX
- 2010 – presente Proton Inspira
- 2012 – 2017 Citroën C4 Aircross/Peugeot 4008

## Chrysler JS
Dal momento dello scisma dell'alleanza con Mitsubishi fino al debutto della Sebring, nel 2007, i tecnici Chrysler hanno dichiarato di aver apportato sostanziali modifiche al pianale utilizzato per i propri modelli al fine di ottenere un pianale che allo stato definitivo si sarebbe differenziato notevolmente da quello utilizzato dal Mitsubishi con il modello Outlander del 2005. Secondo i tecnici statunitensi le modifiche erano tali da dare al nuovo pianale una propria indipendenza progettuale, nonostante la parentela con il pianale GS non sia mai stata negata, il nuovo pianale venne ufficialmente chiamato Chrysler JS. Su tale piattaforma il gruppo statunitensi porta al debutto diverse generazioni di modelli, anche molto diversi fra loro, e viene modificato per adattarsi a diversi tipi di veicolo. Per ogni variante il pianale acquisisce una denominazione diversa. Nonostante le caratteristiche del pianale lo rendano inadatto a uno sviluppo a lungo termine per le future vetture del gruppo Chrysler, esso viene ulteriormente aggiornato con il debutto nel 2011 della Chrysler 200, in sostituzione della Sebring, ma a causa di diverse vicende che vedono da una parte lo scioglimento del gruppo DaimlerChrysler nel 2007 e il fallimento di Chrysler stessa nel 2009 per poi essere acquisita dal gruppo automobilistico italiano Fiat SpA lo stesso anno, lo sviluppo del pianale JS è destinato a finire per essere sostituito con una nuova piattaforma di derivazione Alfa Romeo. Il pianale in questione: l'FGA Compact, di origini italiane che ha debuttato in Europa nel 2010 con l'Alfa Romeo Giulietta fa il suo debutto nel mercato NAFTA nel 2012 con la Dodge Dart modello che va infatti a sostituire un precedente modello basato sul pianale Chrysler JS: la Dodge Caliber.

### Veicoli basati sul Chrysler JS

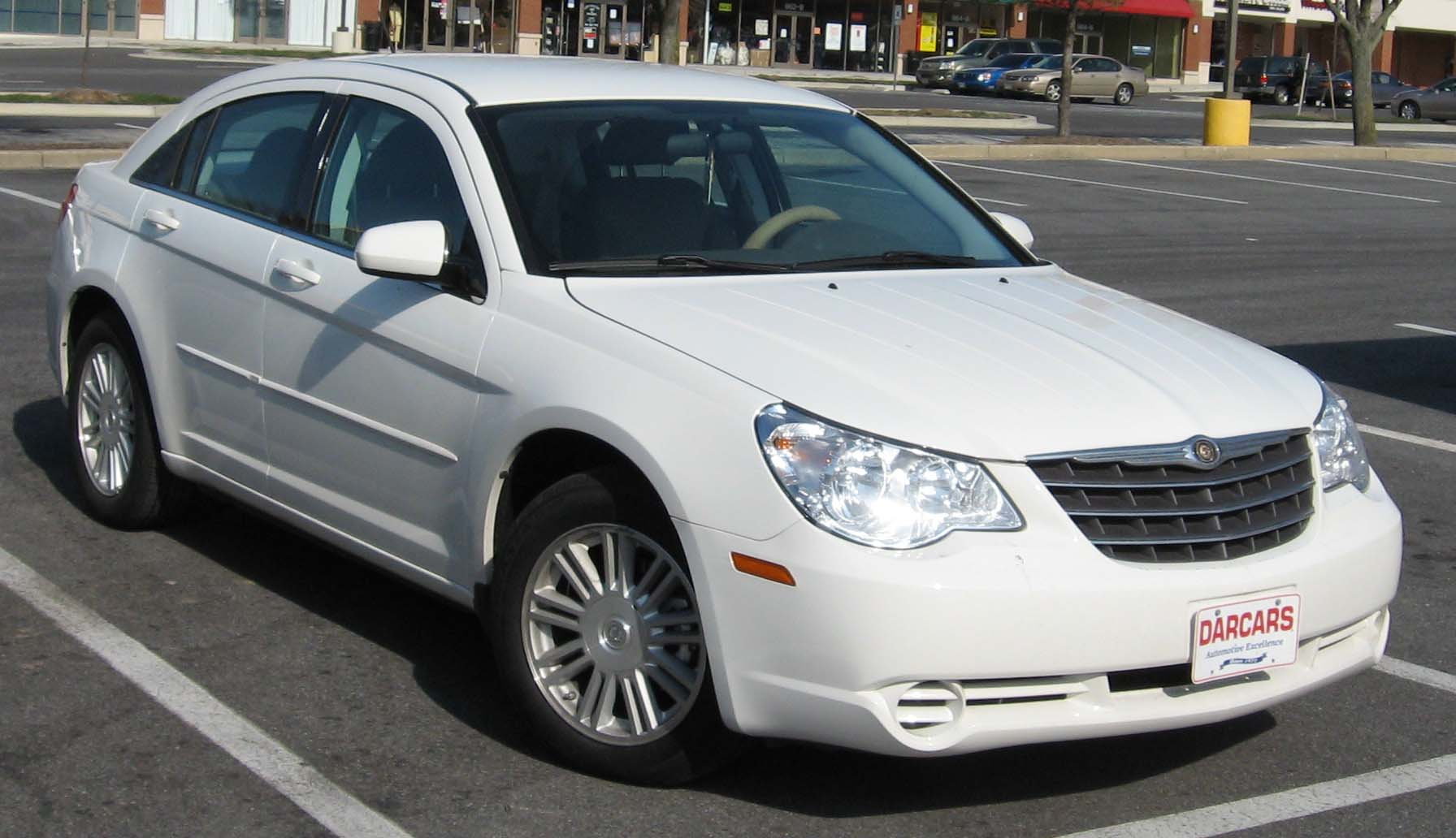
La terza generazione (JS appunto) della Chrysler Sebring, modello di debutto del pianale JS (2007)

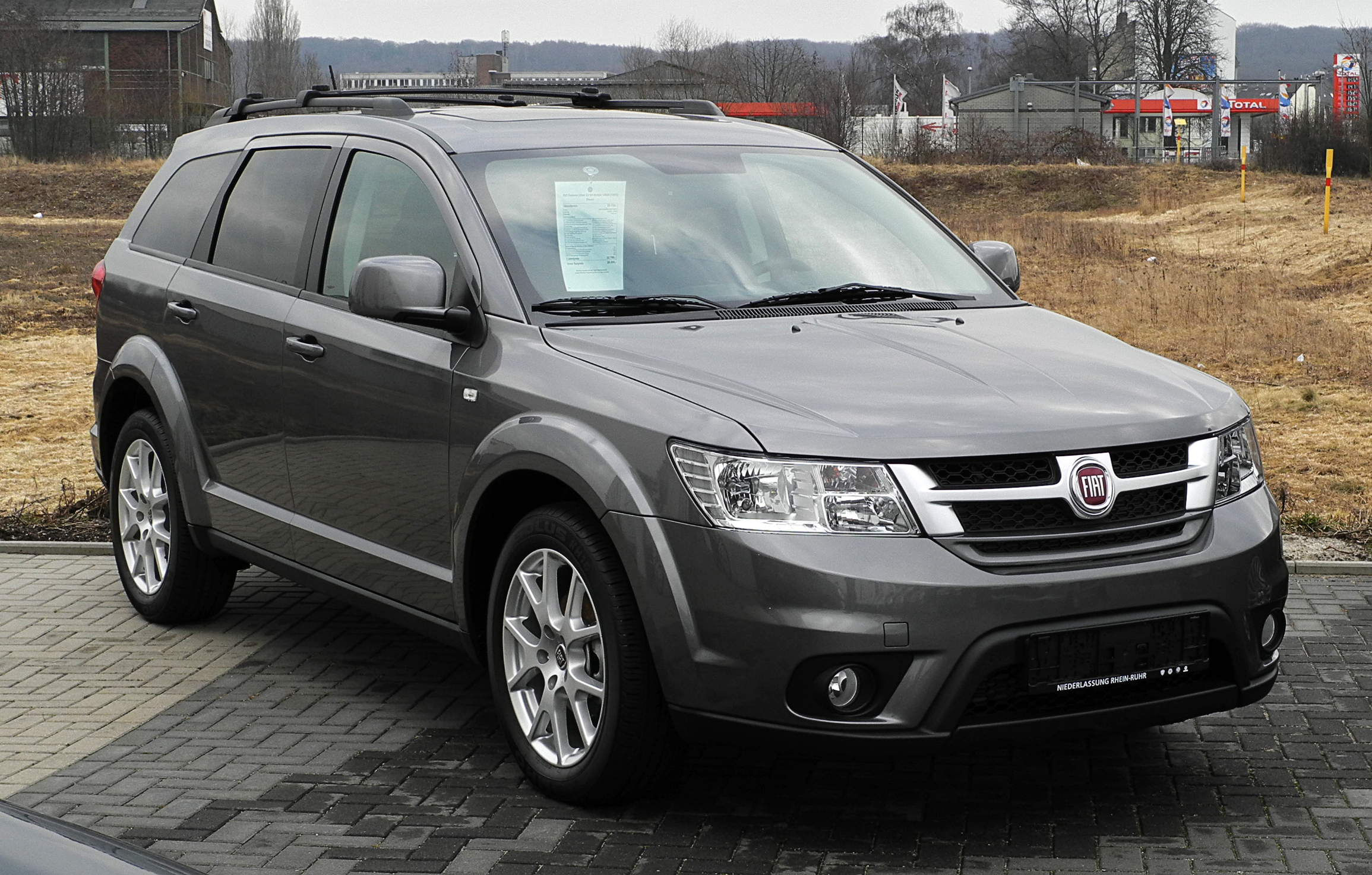
Una Fiat Freemont del 2011, esempio di variante del pianale JS (denominato JC49)

Pianale nato con denominazione JS ma a seconda delle diverse versioni assume altre identificazioni per sottolineare le modifiche apportate (vedere sigla tra parentesi)
- 2007 – 2010 Chrysler Sebring terza generazione (JS)
- 2007 – 2012 Dodge Caliber (PM)
- 2007 – 2016 Jeep Compass (MK)
- 2007 – 2017 Jeep Patriot (MK)
- 2008 – 2010 Chrysler Sebring cabrio terza generazione (JS)
- 2008 – 2013 Dodge Avenger seconda generazione (JS)
- 2009 – 2020 Dodge Journey (JC49)
- 2011 – 2014 Chrysler 200 berlina & cabrio (JS)
- 2011 – 2015 Fiat Freemont (JC49)
- 2012 – 2013 Lancia Flavia (JS[5])